# Michele Lissia
Michele Lissia (Tempio Pausania, 25 novembre 1981) è un politico italiano, sindaco di Pavia dall'11 giugno 2024.

## Biografia
Nato a Tempio Pausania e cresciuto a Calangianus, nella provincia di Sassari, nel dicembre 2000 Lissia si trasferisce a Pavia per frequentare la locale Università degli Studi, dove consegue due lauree, in scienze politiche e giurisprudenza, svolgendo anche il ruolo di rappresentante degli studenti nel consiglio della seconda facoltà. In seguito, consegue un dottorato di ricerca in economia, diritto e istituzioni presso lo IUSS della stessa città. Durante la sua carriera accademica, trascorre anche un anno a Glasgow, come parte del Progetto Erasmus, e uno a Berlino durante il dottorato.
Iscritto all'albo dei giornalisti pubblicisti della Lombardia dal 2008, ha collaborato con diversi quotidiani e settimanali locali, curando alcune rubriche dedicate alla politica nazionale. A partire dal 2016, svolge attività di ricerca in materia di riordino istituzionale presso l'istituto regionale PoliS Lombardia. Dopo aver collaborato anche con il Policlinico San Matteo di Pavia e la Regione Piemonte, ha assunto l'incarico di direttore operativo di una società locale, specializzata in trasporti sanitari.

### Attività politica

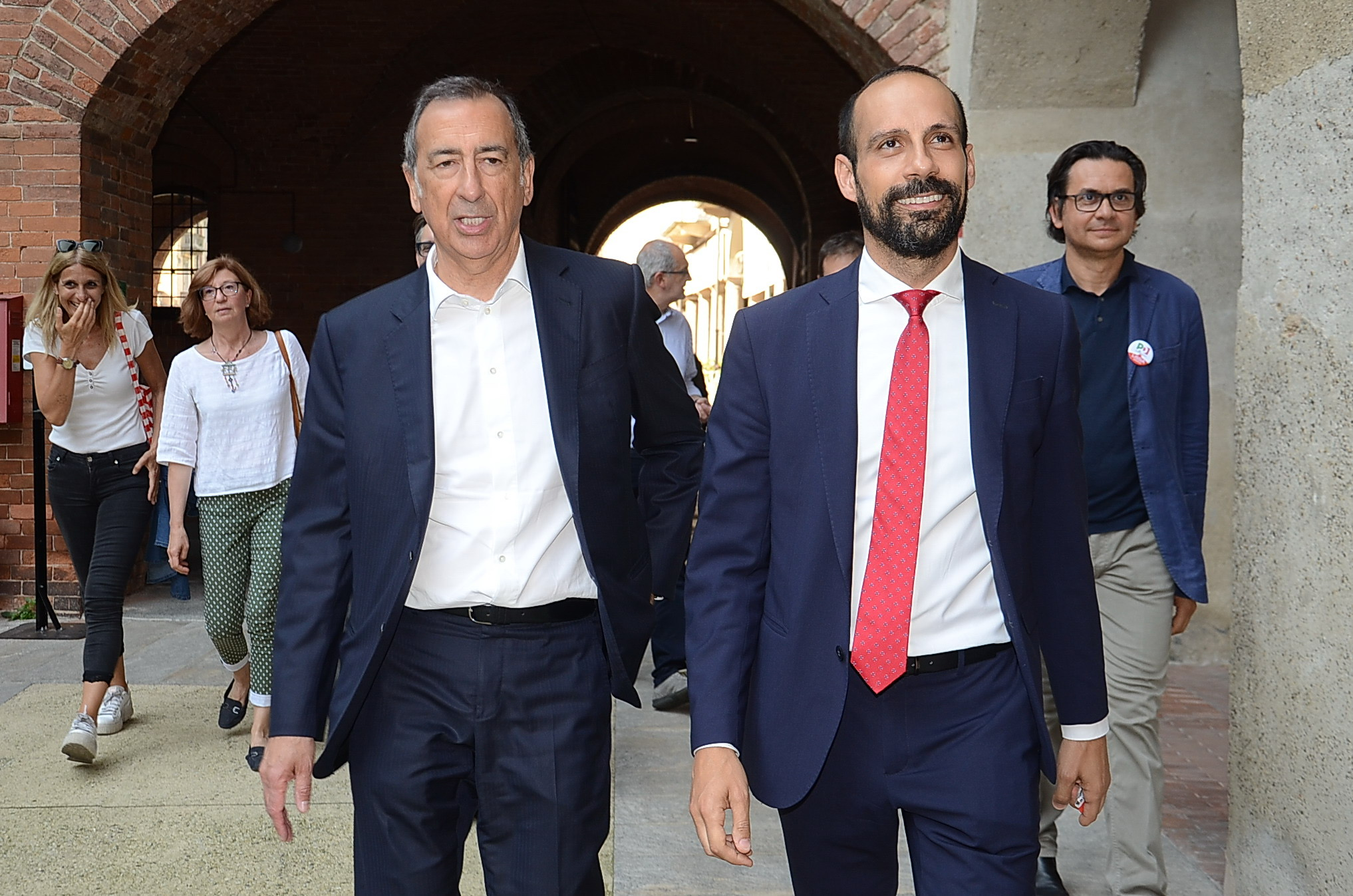
Michele Lissia (a destra) con Beppe Sala durante la campagna per le elezioni amministrative a Pavia nel 2024

Iscrittosi al Partito Democratico (PD) nel 2013, alle elezioni amministrative del 2014 Lissia si candida e viene eletto al consiglio comunale di Pavia in una delle liste a supporto del candidato sindaco di centro-sinistra Massimo Depaoli, che vincerà le elezioni contro il sindaco uscente di centro-destra Alessandro Cattaneo; nel giugno 2016, durante l'amministrazione di Depaoli, diventa il capogruppo del PD in consiglio.
Nel dicembre 2018 viene eletto segretario cittadino del PD a Pavia, ottenendo 131 voti su 180; viene poi riconfermato in tale ruolo nell'ottobre 2023, con 135 voti su 254. Alla successiva tornata elettorale, nel maggio del 2019, che vede la vittoria del candidato del centro-destra Fabrizio Fracassi (Lega), viene nuovamente eletto consigliere comunale nelle file del PD.

#### Elezione a sindaco di Pavia
Alle elezioni amministrative del 2024 Lissia si candida a sindaco di Pavia, appoggiato da una coalizione di centro-sinistra formata dal PD insieme ad Alleanza Verdi e Sinistra, Movimento 5 Stelle, Azione, Italia Viva e le liste civiche Pavia a Colori (fiancheggiata da Possibile), Facciamo Centro e Cittadini per Pavia. Risulta eletto al primo turno con il 53,08% dei voti, staccando di 8 punti percentuali lo sfidante di centro-destra Alessandro Cantoni e diventando il primo sindaco pavese di centro-sinistra a vincere le elezioni senza ballottaggio.
Nel marzo del 2025 Lissia e il suo vice-sindaco e assessore ai trasporti Alice Moggi hanno annunciato che il comune di Pavia introdurrà nei mesi successivi un piano di "Città 30", aumentando il numero di strade in cui le automobili e gli altri veicoli a motore non potranno superare il limite di velocità di 30 km/h, al fine di "rendere la città più vivibile e sicura, anche per i pedoni e i ciclisti".